# Finale de la Coupe du monde de rugby à XV 1999
La finale de la Coupe du monde de rugby à XV 1999 est un match de rugby à XV disputé le 6 novembre 1999 au Millennium Stadium de Cardiff, au pays de Galles, au terme de la quatrième édition de la Coupe du monde de rugby, organisée depuis le 1er octobre dans différents pays européens.
Elle voit la victoire de l'équipe d'Australie sur l'équipe de France sur le score de 35 points à 12.

## Feuille de match
(mt : 12 - 6)
Points marqués
- Australie : 2 essais de Tune (65e) et Finegan (80e); 2 transformations de Burke (65e, 80e); 7 pénalités de Burke (4e, 14e, 24e, 40e, 45e, 58e, 64e)
- France : 4 pénalité de Lamaison (1re, 11e, 51e, 60e)

Évolution du score : 0-3, 3-3, 3-6, 6-6, 9-6, 12-6, mt, 15-6, 15-9, 18-9, 18-12, 21-12, 28-12, 35-12
Arbitre :  André Watson
| Australie · Titulaires · Matt Burke 15 · 65e Ben Tune 14 · 46e Dan Herbert 13 · 79e Tim Horan 12 · Joe Roff 11 · Stephen Larkham 10 · 79e George Gregan 9 · Toutai Kefu 8 · David John Wilson 7 · 55e Matthew Cockbain 6 · John Eales 5 · David Giffin 4 · Andrew Blades 3 · 76e Michael Foley 2 · Richard Harry 1 · Remplaçants · 76e Jeremy Paul 16 · Dan Crowley 17 · 55e 80e Owen Finegan 18 · Mark Connors 19 · 79e Chris Whitaker 20 · 79e Nathan Grey 21 · 46e Jason Little 22 · Entraîneur · Rod Macqueen |  | France · Titulaires · 15 Xavier Garbajosa 68e · 14 Philippe Bernat-Salles · 13 Richard Dourthe 75e · 12 Émile Ntamack · 11 Christophe Dominici · 10 Christophe Lamaison · 9 Fabien Galthié 78e · 8 Christophe Juillet 41e · 7 Olivier Magne · 6 Marc Lièvremont 68e · 5 Fabien Pelous · 4 Abdelatif Benazzi · 3 Franck Tournaire · 2 Raphaël Ibañez 80e · 1 Cédric Soulette 47e · Remplaçants · 16 Marc Dal Maso 80e · 17 Pieter de Villiers 47e · 18 Olivier Brouzet 41e · 19 Arnaud Costes 68e · 20 Stéphane Castaignède 78e · 21 Stéphane Glas 75e · 22 Ugo Mola 68e · Entraîneur · Jean-Claude Skrela |

Meilleur marqueur
25 points par l'Australien Matt Burke : sept pénalités et deux drop goals.